# Boeing T-7 Red Hawk
Boeing T-7 Red Hawk je americko-švédský letoun pro pokračovací výcvik vyvíjený ve spolupráci společností Boeing Defense, Space & Security a Saab. Roku 2018 letoun zvítězil ve výběrovém řízení United States Air Force na nový systém pro pokročilý letecký výcvik T-X, který ve službě nahradí cvičné letouny Northrop T-38 Talon. Na základní výcvik na turbovrtulovém cvičném letounu T-6 Texan II naváže pokračovací letecký výcvik na letounu T-7. Teprve poté probíhá bojový výcvik, který už probíhá na jiných letounech.
Celkem je plánován nákup až 351 letounů tohoto typu, 46 simulátorů a dalšího vybavení. Dodány mají být do roku 2034, přičemž Boeing a Saab se na nich budou podílet v poměru 90 % ku 10 %. Dosažení počátečních operačních schopností (IOC) první letkou Boeingů T-X bylo plánováno na rok 2025 a plných operačních schopností (FOC) na rok 2034. Program však provázela zdržení, takže bylo IOC posunuto na rok 2028.

## Vznik a vývoj

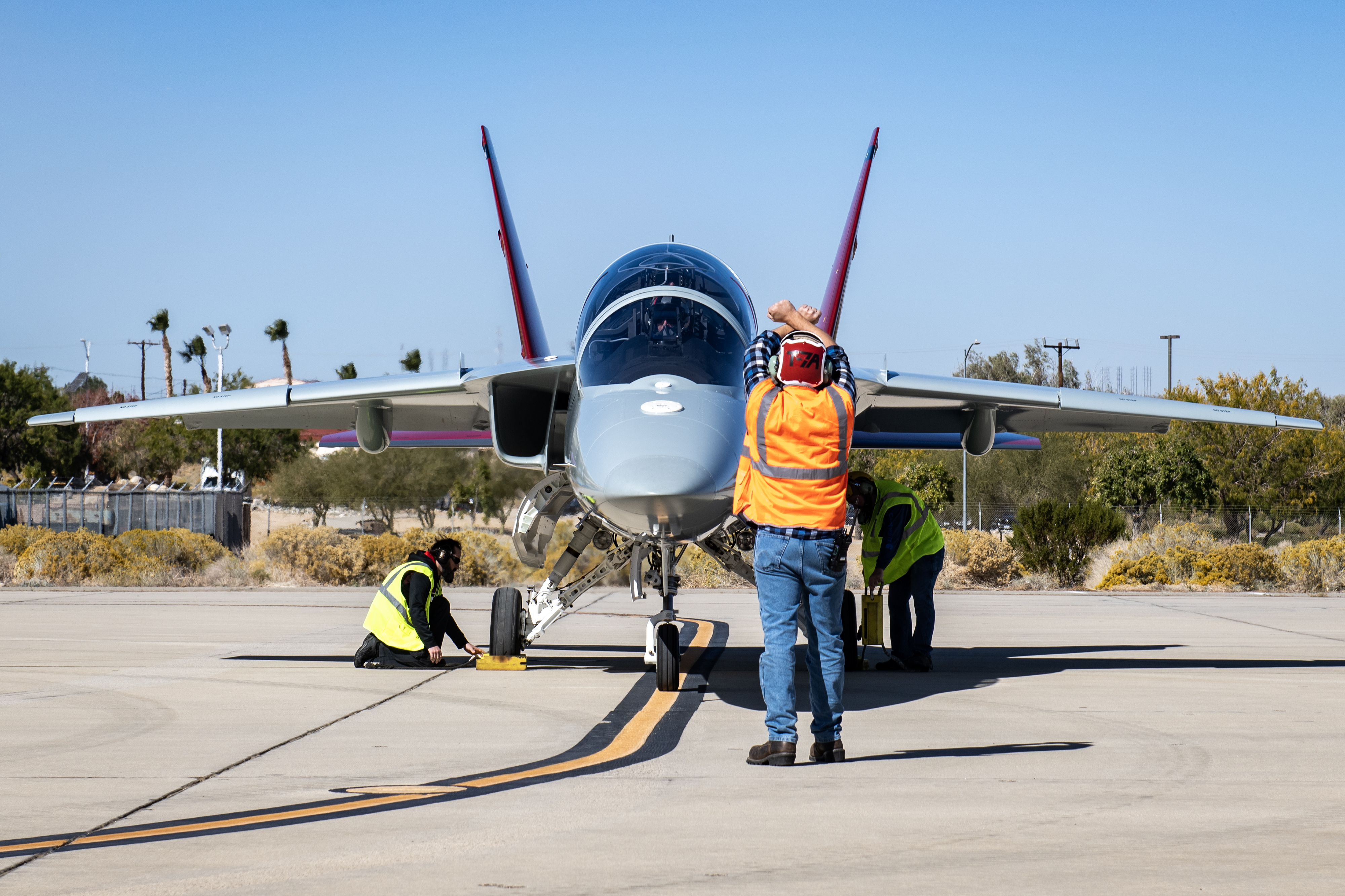
T-7A Red Hawk

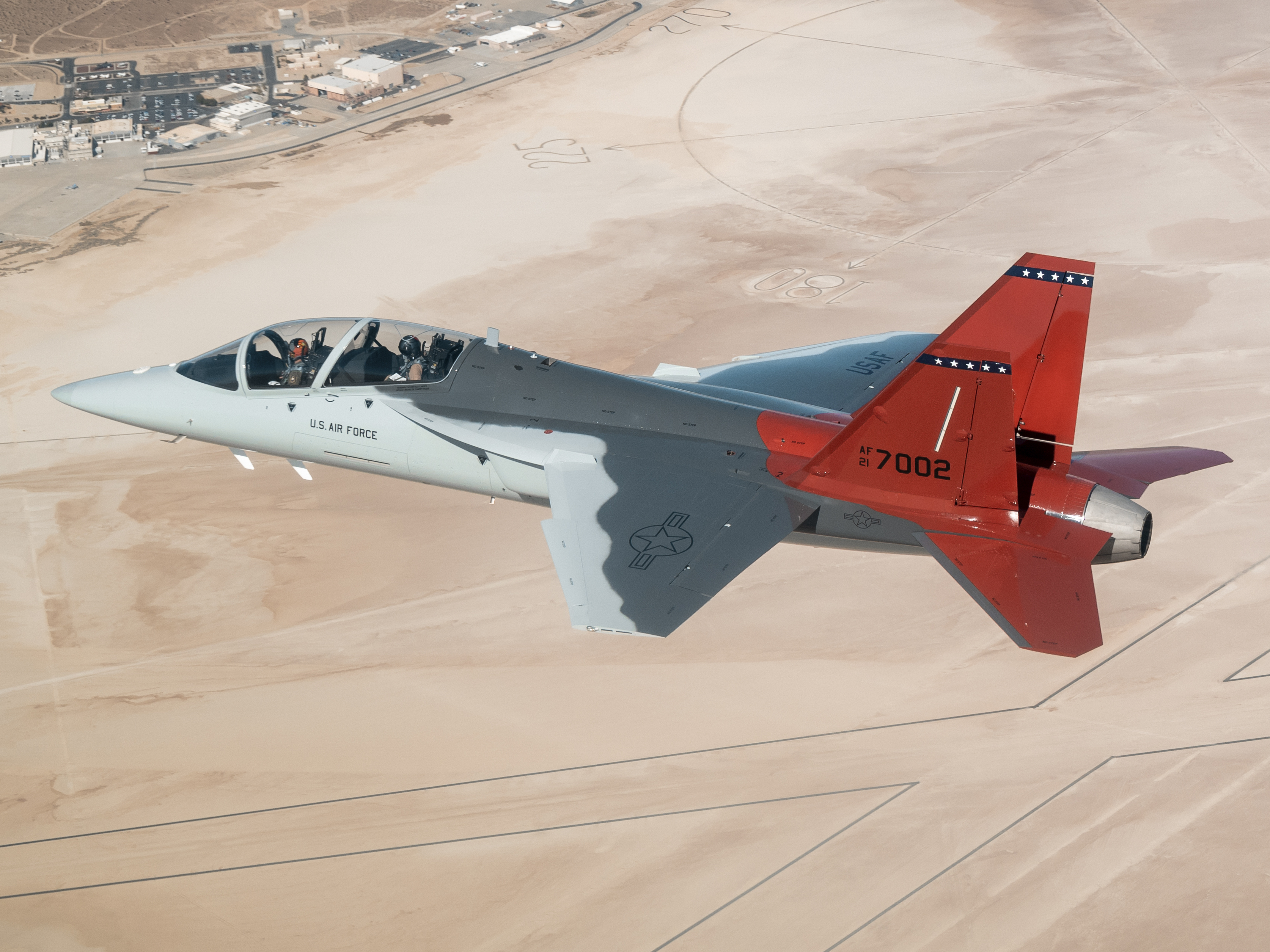
T-7A Red Hawk

Dne 6. prosince 2013 společnosti Boeing a Saab uzavřely dohodu o společném vývoji pokročilého výcvikového systému (cvičný letoun včetně pozemního příslušenství a prostředků technického zabezpečení a podpory) pro americký program T-X. Jeho cílem je náhrada desítky let starých cvičných letounů Northrop T-38 Talon. Boeing/Saab pro tuto soutěž jako jediný vyvinul zcela nový letoun Boeing T-X. Jeho konkurencí byla italská společnost Leonardo DRS s letounem T-100 a konsorcium Lockheed Martin a Korea Aerospace Industries s letounem T-50 Golden Eagle.
V září 2018 se Boeing T-X stal vítězem programu T-X. Společnosti boeing a Saab získaly kontrakt ve výši 9,2 miliardy dolarů na vývoj leteckého systému, včetně stavby pěti prototypů cvičného letounu a sedmi prototypů pozemního simulátoru. Při vývoji letounu se široce uplatnilo digitální inženýrství. Vývoj probíhal velmi rychle a první let prototypu se uskutečnil pouhých 36 měsíců od zahájení prací. Prototyp letounu byl veřejnosti poprvé představen 13. září 2016. Zálet prototypu se uskutečnil 20. prosince 2016. Následně program nabral přibližně roční zpoždění, zejména kvůli pandemii onemocnění covid-19 a problémům s chováním křídel při velkých úhlech náběhu, které vyřešila úprava softwaru.
V září 2019 letoun dostal oficiální pojmenování T-7A Red Hawk. To je poctou příslušníkům 332. stíhací skupiny USAAF z období druhé světové války, jediné stíhací skupiny s personálem tvořeným výhradně piloty černé pleti. Jednotce se říkalo „Red Tails“ (rudé ocasy), neboť měla na rudě zbarvené zádě letounů. Pilotům se rovněž podle místa jejich výcviku říkalo letci z Tuskegee.
Pro sériovou výrobu T-7A byl vybrán závod společnosti Boeing v Saint Louis. V jeho výrobním programu cvičné letouny nahradí typ F/A-18E/F Super Hornet. Společnost Saab pro letouny dodává trupy a další komponenty draku. První sériové letouny z pětikusové série určené pro vývoj a testování (EDM) absolvovaly v červnu 2023 pozemní pojížděcí testy a 30. června poprvé vzlétly. Letectvo T-7A převezme ve fiskálním roce 2023.
Do prosince 2024 letectvo převzalo prvních pět předsériových letounů. Výrobce přitom pracoval na odstraňování zjištěných nedostatků, například v systému katapultáže. V lednu 2025 letectvo oznámilo plán na nakoupení dalších čtyř předsériových letounů na podporu probíhajících zkoušek. Přestože bylo dosažení počátečních operačních schopností původně plánováno na rok 2024, ale později posunuto na rok 2028, přičemž objednávka sériových letounů je očekávána v roce 2026. Vývoj T-7A Red Hawk tak nabral značné zpoždění, což znamená i finanční ztráty pro společnost Boeing, neboť F-7A vyvíjí za pevnou cenu.

## Konstrukce

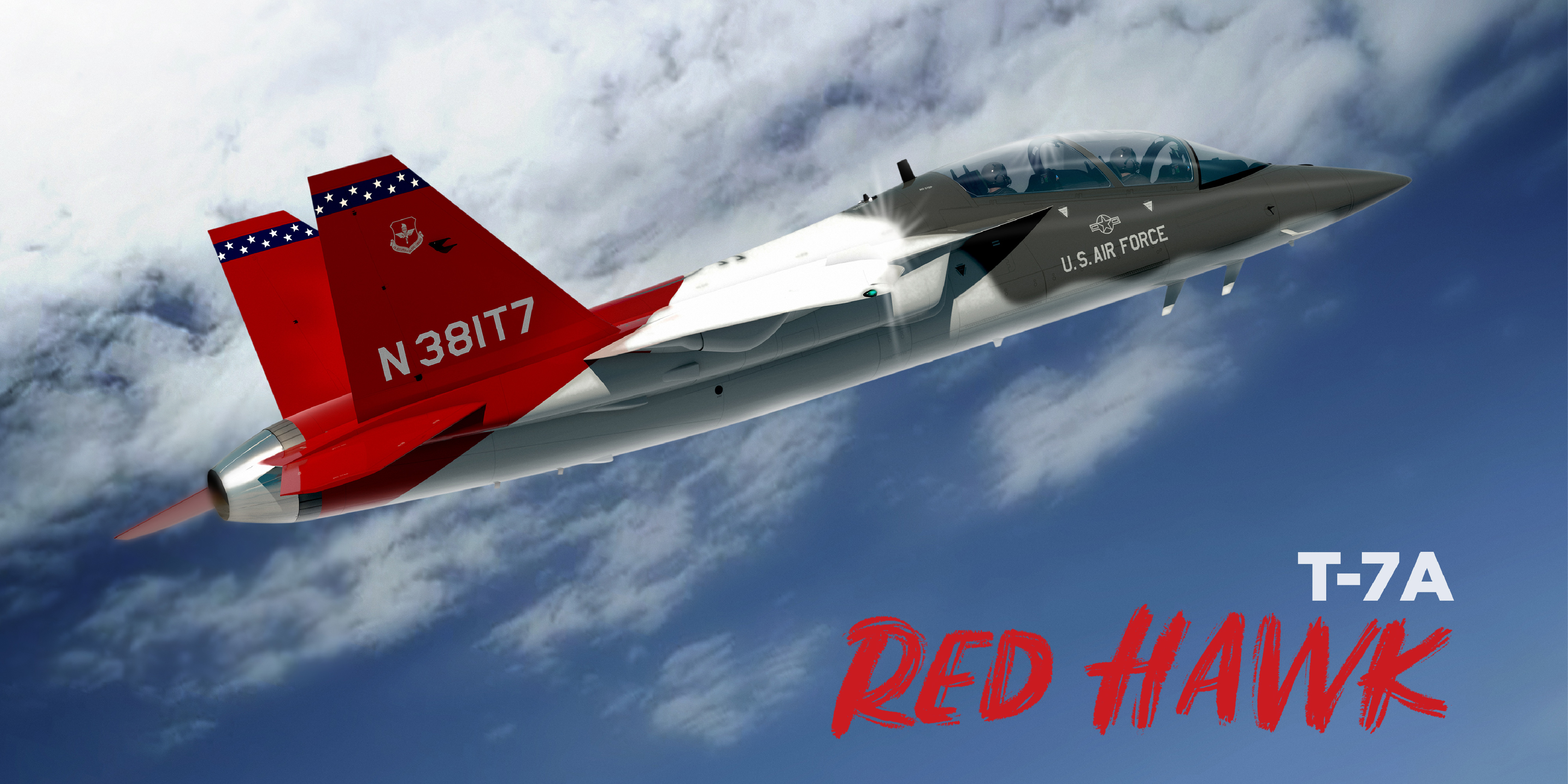
Boeing T-7 Red Hawk

Boeing T-X je jednomotorový proudový cvičný letoun pro pokračovací výcvik s dvojitou svislou ocasní plochou, tandemovým uspořádáním kokpitu a zatahovacím příďovým podvozkem. V kokpitu sedí na předním sedadle žák a na zadním instruktor. Využívají vystřelovací sedadla ACES 5 od společnosti Collins Aerospace. Rozměrný digitální displej v kabině umožňuje simulovat systémy jiných bojových letadel (např. F-35, F-22), což je uvolní pro jiné úkoly a sníží náklady na výcvik. Pohonnou jednotku představuje dvouproudový motor s přídavným spalováním General Electric F404-GE-402.

## Parametry
Známé údaje podle Flight Global
- Osádka: 2
- Pohonná jednotka: 1 × dvouproudový motor General Electric F404-GE-402
- Výkon pohonné jednotky:
  - Suchý tah: 49 kN
  - Tah s přídavným spalováním: 79 kN